# Elizabeth Percy, vévodkyně z Northumberlandu
Elizabeth Percy, vévodkyně z Northumberlandu (rozená Seymourová; 26. listopadu 1716 – 5. prosince 1776), také suo jure 2. baronka Percyová, byla britskou peerkou.

## Život
Elizabeth byla jedinou dcerou Algernona Seymoura, 7. vévody ze Somersetu a jeho manželky, vévodkyně Frances Seymourové.
Dne 16. července 1740 se provdala za Sira Hugha Smithsona, s nímž měla dva syny: Hugha (1742–1817) a Algernona (1750–1830). Po otcově smrti v roce 1750 zdědila baronství Percy a její manžel od jejího otce získal hrabství Northumberland a změnil si příjmení Smithson na Percy. Hughův nemanželský syn James Smithson, jinak Jacques Louis Macie, narozený kolem roku 1764 jedné z Alžbětiných sestřenic, zanechal bohatství, které založilo Smithsonův institut.
V roce 1761 se Elizabeth stala Lady of the Bedchamber královny Šarloty a tento post si udržela do roku 1770. V roce 1766 se stal její manžel vévodou z Northumberlandu a ona se tak stala vévodkyní. Baronství Percy a hrabství Northumberland po její smrti zdědil nejstarší syn Hugh, který později zdědil i otcovo vévodství.